# Death and roll
El death and roll es un calificativo musical usado para definir a un derivado del death metal, que surge de la fusión de este estilo con el rock and roll, modificando el sonido típico del death metal, acomodando las voces, menos extremas, y con ritmos más rimbombantes. Ejemplos notables son Entombed, Carcass, Gorefest y The Profane.

## Historia
El death and roll aparece en la década de los noventa. Su origen está muy ligado a dos bandas: Carcass y Entombed. Ambas bandas eran ya muy conocidas antes de hacer death and roll, en sus inicios tocaban death metal clásico. La monotonía les aburrió, por lo que buscaron accesibilidad comercial suavizando la propuesta. En 1993, Carcass publica el disco Heartwork y Entombed publica Wolverine Blues, aunque el disco más destacado de death and roll de Entombed sea Uprising. Los discos citados de Entombed y Carcass son considerados los orígenes del death and roll. Después de estas bandas, el death and roll no ha tenido una gran repercusión en la música, ni siquiera dentro del panorama del heavy metal.
También se puede rastrear su origen a la agrupación Motörhead,pues su música influenciada por el rock y el punk más la voz forzada de Lemmy, mostraban una propuesta pretérita de este género, con la rudeza punk, el sonido pesado del metal, la melodía del rock and roll y un preámbulo del gutural tan utilizado en el death metal, sin contar que Motörhead ha sido una de las bandas más influyentes entre los primeros pioneros de los géneros más pesados de la música, el thrash metal, el black metal y el death metal.

## Crítica
Aunque la crítica profesional ha sido bastante favorable al estilo death and roll, este no fue aceptado de igual manera por la mayoría de los fanes. La mayoría de los fanes vieron la publicación de discos más comerciales y suaves de sus bandas extremas como una forma de venderse a la masa musical.